# 費爾德貝格豪斯湖

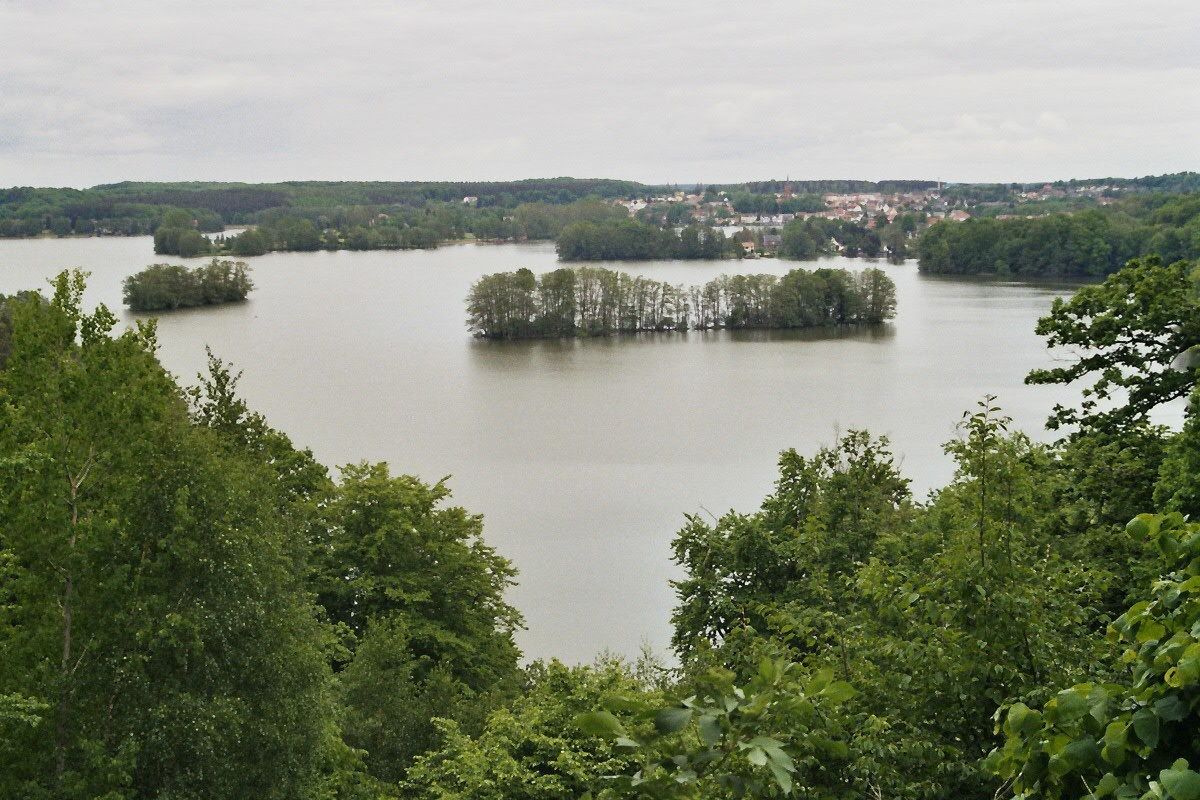

53°20′30″N 13°26′55″E / 53.34167°N 13.44861°E
費爾德貝格豪斯湖（德語：Feldberger Haussee），是德國的湖泊，位於該國東北部，由梅克倫堡-前波美拉尼亞州負責管轄，處於梅克倫堡湖區縣，長1.9公里、寬0.9公里，面積1.3平方公里，海拔高度84米，平均水深5米，最大水深13米，水體容量815萬立方米。